# داوود بن غالب (عبس)

تعديل مصدري - تعديل

داوود بن غالب هي إحدى قرى عزلة بني ثواب بمديرية عبس التابعة لمحافظة حجة، بلغ تعداد سكانها 462 نسمة حسب تعداد اليمن لعام 2004.